# 나차깅 바가반디
나차깅 바가반디(몽골어: Нацагийн Багабанди, 1950년 4월 22일 ~ )는 몽골의 제2대 대통령이다.
몽골 서부 지역의 야로에서 유목민으로 태어났으며, 보드카 제조 공장에서 일하다가 소련에 유학을 갔다. 후에 정계에 들어간다.
1990년 몽골 인민당 중앙위원회의 서기가 됐고, 1992년 인민대회 의원에 당선됐고, 인민대회 의장에 취임했다. 1992년 2월에 몽골 인민당 당수에 취임했다. 1997년 5월 대통령으로 선출됐다. 2001년 재선에 성공했다. 2005년 총선에 출마하였으나, 남바링 엥흐바야르에게 패하였다.
장남은 일본의 호쿠리쿠 대학에서 유학했고, 딸은 서강대학교에서 유학했다. 사회주의자지만 친한파기도 하다.

## 역대 선거 결과
| 선거명      | 직책명        | 대수 | 정당        | 득표율 | 득표수    | 결과 | 당락 |
| ----------- | ------------- | ---- | ----------- | ------ | --------- | ---- | ---- |
| 1997년 선거 | 몽골의 대통령 | 2대  | 몽골 인민당 | 62.53% | 597,573표 | 1위  |      |
| 2001년 선거 | 몽골의 대통령 | 2대  | 몽골 인민당 | 59.19% | 581,381표 | 1위  |      |